# Obrońca (piłka nożna)

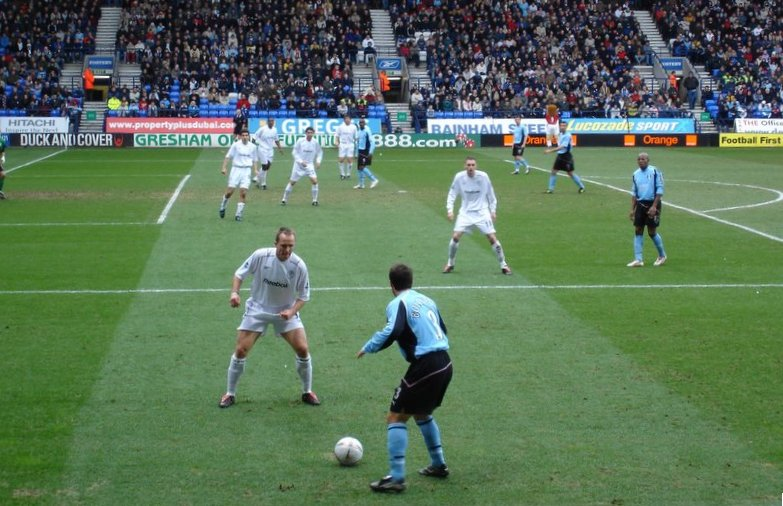
Obrońcy (w białych strojach) próbujący zapobiec dośrodkowaniu piłki

Obrońca (ang. defender) – w piłce nożnej zawodnik, który ma za zadanie zapobiegać atakom napastników przeciwnika na bramkę. W dzisiejszym futbolu zadania obrońców wychodzą jednak znacznie poza zwykłe bronienie własnego pola karnego.
Wyróżnia się następujące typy obrońców:
- środkowy obrońca – CB (ang. central back defender): są nimi zwykle rośli zawodnicy, którzy mają za zadanie bronić pola karnego bezpośrednio przed własną bramką bądź też w nowoczesnym futbolu - przed linią 16 metra. Wykorzystywani są także (ze względu na swoją budowę) przy stałych fragmentach gry.
- boczny obrońca – SB (ang. side back, left/right defender): wyróżnia się lewych (LB) i prawych (RB) obrońców bocznych. Do ich zadań należą zarówno zatrzymywanie ataków bocznych pomocników lub skrzydłowych drużyny przeciwnej, jak i wspomaganie własnych bocznych pomocników i skrzydłowych w ataku. Mają podobne zadania jak cofnięci skrzydłowi, jednak ich priorytetem jest obrona, podczas gdy ci drudzy mają bardziej zrównoważone podejście do obu zadań.
- ostatni stoper – SW (ang. sweeper): jest to ostatni obrońca grający najbliżej własnej bramki. W dzisiejszym futbolu pozycja rzadko używana ze względu na nowoczesny sposób gry obronnej (pułapki ofsajdowe), lecz niegdyś bardzo popularna. Do zadań stopera należy „czyszczenie” wszystkich piłek, które przedostały się przez linię obrony, poprzez wykopanie jej jak najdalej od własnej bramki. Stoperami byli zazwyczaj zawodnicy obdarzeni zdolnościami przywódczymi, gdyż zawodnik ten miał też za zadanie koordynację gry obronnej.